# Liste des accidents mortels en compétition de ski alpin
Cette page présente une liste des accidents mortels en ski alpin en compétition ou à l'entraînement pour des skieurs professionnels,,,.
- 1959 : Toni Mark (Aut), slalom géant de Wallberg (All)
- 1959 : John Semmelinck (Can), descente de Garmisch (All)
- 1964 : Ross Milne (Aus), descente d'Innsbruck (Aut)
- 1964 : Walter Mussner (Ita), descente de vitesse à Cervinia (Ita)[5]
- 1970 : Michel Bozon (Fra), descente de Megève (Fra)
- 1972 : David Novelle (États-Unis), descente de Winter Park (États-Unis)
- 1975 : Michel Dujon (Fra), entraînement à Tignes (Fra)
- 1979 : Leonardo David (Ita), descente de Lake Placid (États-Unis), mort en 1986 (après 7 ans de coma)
- 1991 : Gernot Reinstadler (Aut), entraînement à Wengen (Sui)
- 1992 : Nicolas Bochatay  (Sui), entraînement aux Arcs (Fra)
- 1994 : Ulrike Maier (Aut), descente de Garmisch (All)
- 2001 : Régine Cavagnoud (Fra), entraînement à Pitztal (Aut)
- 2012 : Nick Zoricic (Canada), Coupe du monde de Grindelwald (Sui)[6]
- 2012 : Sarah Burke (Canada halfpipe), entraînement à Park City (États-Unis)[7]
- 2017 : David Poisson (France) meurt à l'entraînement à Nakiska (Canada)[8].
- 2024 : Matilde Lorenzi (Italie), entraînement à Val Senales (Ita)[9]
- 2025 : Margot Simond (France), entraînement à Val d'Isère (Fra)[10]